# Tháng 4 năm 2024
Trang này dành cho tin tức về các sự kiện xảy ra được báo chí thông tin trong tháng 4 năm 2024. Tháng này sẽ bắt đầu vào thứ hai và kết thúc vào thứ ba sau 30 ngày.

## Sự kiện

### 1 tháng 4
- Israel ném bom đại sứ quán Iran ở Damascus.[1]

### 3 tháng 4
- Động đất Hoa Liên 2024.[2][3][4]

### 4 tháng 4
- Tổng tuyển cử Kuwait 2024.[5][6][7]
- Vào lúc 12:16 (JST), một trận động đất có cường độ M5,4 xảy ra ở ngoài khơi tỉnh Fukushima. Thang địa chấn mức JMA 4. Không có cảnh báo sóng thần cho trận động đẩt này.[8]

### 5 tháng 4
- Cảnh sát Ecuador đã đột kích vào đại sứ quán México tại Quito.[9]

### 6 tháng 4
- Bầu cử tổng thống Slovakia 2024: Peter Pellegrini giành chiến thắng vòng thứ hai với tỷ lệ phiếu bầu là 53,12%.[10]

### 17 tháng 4
- Tổng tuyển cử Quần đảo Solomon 2024.[11]
- Động đất Ehime 2024.[12][13][14]

### 26 tháng 4
- Việt Nam: Trung ương họp bất thường đồng ý cho ông Vương Đình Huệ thôi giữ Ủy viên Bộ Chính trị, Ủy viên Trung ương Đảng khóa 13, Chủ tịch Quốc hội khóa 15, theo nguyện vọng cá nhân.[15]

### 27 tháng 4
- Vào lúc 17:36 (JST), một trận động đất có cường độ M6,9 xảy ra ở ngoài khơi quần đảo Ogasawara. Thang địa chấn mức JMA 3. Không có cảnh báo sóng thần cho trận động đẩt này.[16][17]